# Volksentscheid „Berlin 2030 klimaneutral“ 2023

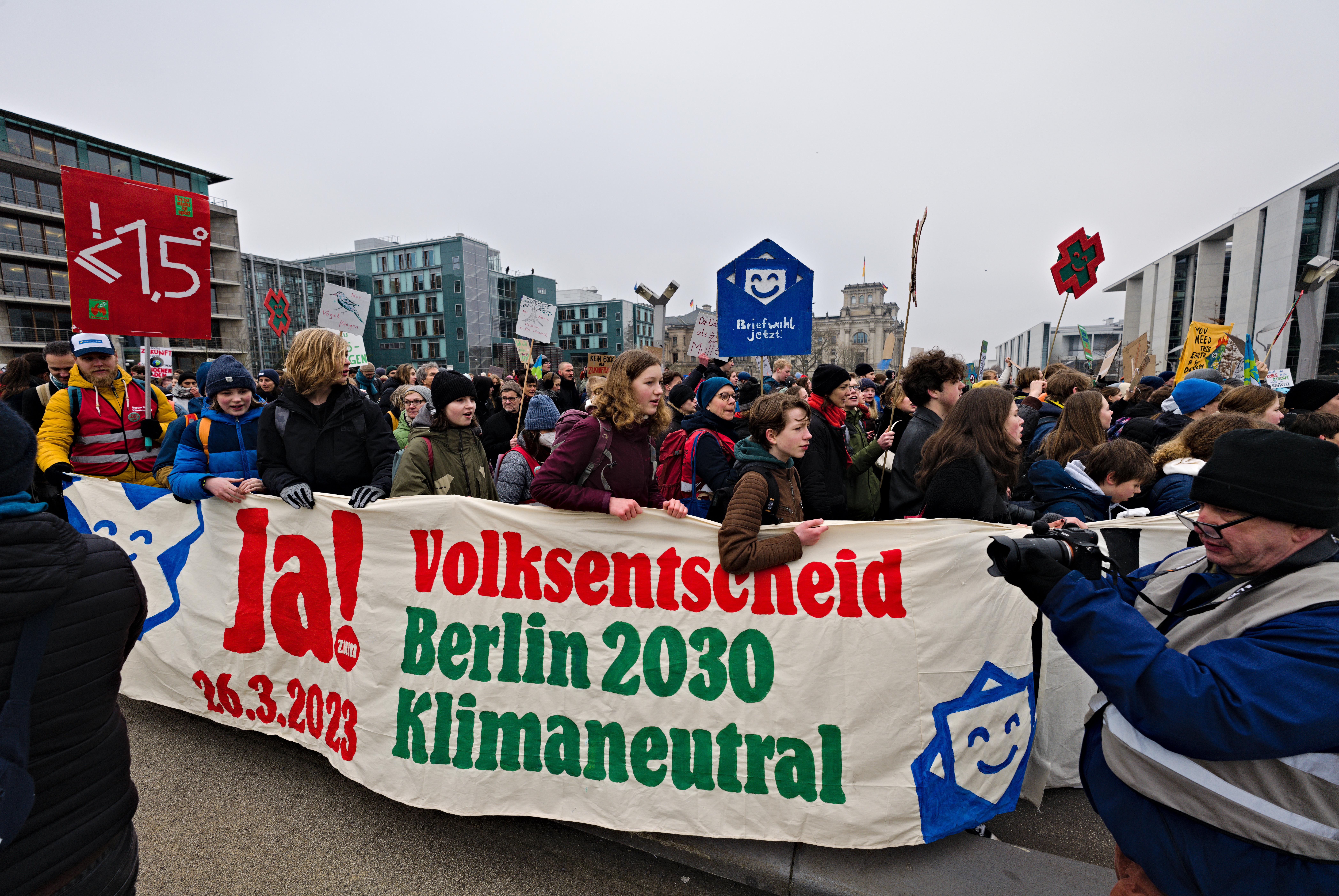
Teilnehmer des Globalen Klimastreiks am 3. März 2023

Der Volksentscheid „Berlin 2030 klimaneutral“ (auch (Berliner) Klima-Volksentscheid genannt) war ein Volksentscheid, der am 26. März 2023 in Berlin stattfand. Die Bürgerinitiative „Klimaneustart Berlin“ hatte am 14. November 2022 ausreichend Unterstützungserklärungen für ein Volksbegehren eingereicht. Das Begehren sah verschiedene Änderungen am Berliner Klimaschutzgesetz vor, darunter am prominentesten und namensgebend das Ziel des Erreichens der Klimaneutralität für das Berlin bis zum Jahr 2030, statt wie in der geltenden Fassung des Gesetzes erst im Jahr 2045.
Da der Volksentscheid ein einfaches Gesetz zum Gegenstand hatte, war die Abstimmung verbindlich, unterlag jedoch einem 25 % Zustimmungsquorum. Letztlich stimmten zwar 50,9 Prozent der Abstimmenden (= 442.028 Personen) mit „Ja“ zur begehrten Gesetzesänderung, jedoch waren dies nur 18,2 Prozent der Stimmberechtigten. Dadurch wurde das geforderte Quorum verfehlt und die Vorlage scheiterte unecht.

## Das Vorhaben der Änderung des Klimaschutzgesetzes

### Ziele des Volksbegehrens
Die Initiatoren des Volksentscheids führten die Folgen der globalen Erwärmung und resultierende regionale Schäden für die Notwendigkeit der Gesetzesänderung an. Sie schaffe Energiesouveränität und zukunftssichere Arbeitsplätze in der Region. Zudem hätten sich bereits 100 europäische Städte zur Klimaneutralität bis 2030 bekannt.
Das Volksbegehren sah mehrere Änderungen des Berliner Klimaschutz- und Energiewendegesetzes (EWG Bln) vor:
- Die CO2-Emissionen sollten bis 2025 um 70 Prozent und bis 2030 um 95 Prozent gegenüber 1990 reduziert werden. Zudem sollten alle Gase mit Klimawirkung in entsprechenden Bilanzen berücksichtigt werden.
- Das Klimaschutzgesetz sollte verbindlicher werden und konkrete Verpflichtungen statt bloßer Ziele aufführen.
- Mieter sollten im Falle resultierender Mietsteigerungen monatliche Zuschüsse erhalten.
- Öffentliche Gebäude sollten bis 2030 energetisch saniert werden. Die Maßnahmen zur Erzeugung und Nutzung erneuerbarer Energien in und an Gebäuden (zum Beispiel durch Dach- und Fassaden-Solaranlagen) sollten intensiviert werden.[4]

Die Initiative berief sich auf mehrere Machbarkeitsstudien, die eine Umsetzung des Volksentscheids für möglich hielten: Eine Ende 2021 erschienene Studie der Energy Watch Group legte die vollständige Versorgung mit Strom aus erneuerbaren Energien nahe, sofern auch Flächen im Brandenburger Umland genutzt würden, wies allerdings auch auf „erhebliche technologische und planerische Unsicherheiten für die Kosten“ hin. Eine im gleichen Jahr erschienene Studie des Fraunhofer IEE im Auftrag von Bündnis Kohleausstieg Berlin und Fridays For Future Berlin resümierte, dass eine klimaneutrale Wärmeversorgung theoretisch technisch bis 2035 und eventuell früher möglich sei, sofern die organisatorischen, genehmigungsrechtlichen und finanziellen Hemmnisse abgebaut werden könnten. Ein Maßnahmenkatalog von GermanZero schlug zudem verschiedene lokale Lösungen vor, um die gewünschte Emissionsreduktion zu erreichen. Manche Unterstützer hatten bekundet, dass sie ungeachtet ihres positiven Votums das Vorhaben für undurchführbar hielten.

### Finanzierung des Vorhabens
Die Initiative selbst bezifferte den Finanzierungsbedarf auf mehr als 112 Milliarden Euro für alle geplanten Projekte und Maßnahmen. Die Initiatoren machten selbst keine Vorschläge, wie die zur Umsetzung erforderliche Geldsumme beschafft werden sollte, der gesamte Berliner Landeshaushalt betrug im Abstimmungsjahr lediglich 37,9 Milliarden Euro. Laut Berliner Senatsverwaltung für Finanzen wäre eine Finanzierung durch Schuldenaufnahme wegen der seinerzeitigen verfassungsrechtlichen Vorgabe der Schuldenbremse ausgeschieden. Im Zuge der zeitgleich stattfindenden Koalitionsverhandlungen war die Einrichtung eines entsprechenden, jedoch deutlich geringeren, Sondervermögens diskutiert worden. Die Autoren der erwähnten Studie der Energy Watch Group hatten vorgeschlagen, durch „geeignete politische Rahmensetzungen“ Privatkapital für die Fiannzierung des Vorhabens zu mobilisieren.

### Kritik an dem Vorhaben
Kritiker hoben hervor, dass die von der Initiative angeführten 100 Städte, die angeblich bereits vergleichbare Regelungen zur Klimaneutralität aufwiesen, tatsächlich nur für ein EU-Programm als „Zentren für Experimente und Innovation“ ausgewählt worden seien. Eine gesetzliche Verpflichtung, wie von der Initiative für Berlin angestrebt, bestünde in diesen Städten hingegen nicht. Insofern gingen die aus einem geänderten Gesetz erwachsenen Verpflichtungen für Berlin deutlich über die genannten Beispiel hinaus.
In vielen Zeitungen erschienen Kommentare, die das Vorhaben für kaum durchführbar ansahen und im Falle der Annahme schwere Belastungen für den Haushalt und die Gestaltungsmöglichkeiten der Berliner Politik befürchteten, ohne dass das Ziel erreicht werden könne. In einigen Kommentaren wurden zudem Zweifel an der Verfassungsmäßigkeit des Vorhabens geäußert.
Demgegenüber hatte der Senat von Berlin auf Vorlage der Klimaschutz-Senatorin Bettina Jarasch (Bündnis 90/Die Grünen) die Empfehlung ausgesprochen, mit Nein zu stimmen, da das Ziel unrealistisch sei und nicht erreicht werden könne. Noch im Juni 2022 hatte das Abgeordnetenhaus von Berlin einstimmig – also die Koalitions-Fraktionen von SPD, Grüne, Linke sowie die Opposition aus CDU, FDP und AfD – das Vorhaben der Initiative abgelehnt, da eine Umsetzung nicht realistisch sei. Wenige Tage vor der Abgeordnetenhauswahl 2023 hatte Senatorin Jarasch angekündigt, für den Volksentscheid zu stimmen, nachdem sie ihn zuvor als nicht durchführbar bezeichnet hatte. Die übrigen Parteien lehnten den Entscheid weiterhin ab.

## Der Weg zum Volksentscheid

### Bürgerinitiative „Klimaneustart Berlin“
Die Bürgerinitiative „Klimaneustart Berlin“ wurde erstmals im August 2019 einer breiteren Öffentlichkeit bekannt. Seinerzeit überreichten sie eine Volksinitiative mit mehr als 43.000 Unterschriften, um den Senat von Berlin zur Erklärung der Klimanotlage zu bewegen. Im Jahr 2020 reichten sie eine weitere erfolgreiche Volksinitiative ein, mit der die Einberufung eines Klima-Bürgerrates vorgeschlagen wurde. Am 6. Mai 2021 fasste das Berliner Abgeordnetenhaus eine entsprechende Entschließung.

### Antrag auf ein Volksbegehren
In der ersten Stufe des Volksbegehrens wurden am 6. Oktober 2021 etwa 41.000 gesammelte Unterschriften übergeben, von denen 27.326 gültig waren. Die benötigte Anzahl von 20.000 wurde somit erreicht.

### Volksbegehren
| Unterstützer des Volksbegehrens |
| --- |
| Interessengruppen: - Berliner Mieterverein - Bundesvereinigung Nachhaltigkeit - Fridays for Future - ADFC - Extinction Rebellion - IPPNW - Naturfreunde - Generationen Stiftung - GermanZero - Grüne Liga Berlin Parteien und Organisationen: - Bündnis 90/Die Grünen (seit Februar 2023) - Klimaliste - Volt - Piratenpartei - Tierschutzpartei - ÖDP - Jusos |

In der zweiten Stufe des Volksbegehrens mussten bis zum 14. November 2022 gültige Unterschriften von mindestens 7 % der Berliner Stimmberechtigten (ca. 175.000 Personen) gesammelt werden, um das Ziel zu erreichen. Es wurden 263.896 Unterschriften eingereicht, 261.841 davon geprüft und mit einer Quote von 69 % für gültig befunden. Demnach hatte eine von drei Personen unterschrieben ohne stimmberechtigt zu sein, was eine ungewöhnlich hohe Quote darstellt. Mit den verbleibenden 180.547 gültigen Unterschriften war die erforderliche Zahl erreicht. Alle im Berliner Abgeordnetenhaus vertretenen Parteien hatten die Durchführung der vorgeschlagenen Gesetzesänderung für unrealistisch erklärt, so dass der Senat von Berlin sie ablehnte und es zum Volksentscheid kam.

### Volksentscheid
Nach der Abgabe der Unterschriftenlisten im November wurde von der Initiative vorgeschlagen, das Abstimmungsdatum mit der Wiederholungswahl zum Abgeordnetenhaus von Berlin am 12. Februar 2023 zusammenzulegen, was jedoch von der Innensenatorin Iris Spranger (SPD) und vom Landeswahlleiter Stephan Bröchler aus juristischen und organisatorischen Gründen abgelehnt wurde; eine Klage dagegen wurde vom Verfassungsgerichtshof Berlin abgewiesen. Der Termin wurde vom Berliner Senat vielmehr auf Sonntag, den 26. März 2023 festgelegt.
Der Volksentscheid wäre angenommen gewesen, wenn er die Mehrheit der abgegebenen Stimmen erhalten und die Anzahl dieser Stimmen mindestens 25 % der Wahlberechtigten umfasst hätte. Bei 2.430.073 zum Volksentscheid zugelassenen Personen wären also mindestens 607.519 Ja-Stimmen zur Annahme erforderlich gewesen. Bei Erreichen wäre das vorgeschlagene Gesetz unmittelbar in Kraft getreten.

### Finanzierung der Kampagne
Die Kamagne für den Volksentscheid konnte mit 1,2 Millionen Euro eine außergewöhnlich hohe Summe an Spenden einwerben. Zu den von der Initiative gemäß gesetzlicher Vorgabe veröffentlichten Großspendern gehörten neben einer Reihe von Einzelpersonen auch verschiedene Stiftungen wie die Haleakala Stiftung, die Morgengrün Stiftung, die Hertie-Stiftung, die in den Vereinigten Staaten beheimatete Eutopia Foundation, aber auch Unternehmen wie die Wermuth Asset Management und die Ecosia GmbH.
Das hohe Spendenaufkommen wurde stellenweise kritisiert. So wurde gemutmaßt, einige der Spenderinnen und Spender hofften auf geschäftliche Vorteile im Falle einer Verschärfung des Klimaschutzgesetzes. Auch sei zu fragen, ob es moralisch zulässig sei, dass sich im Ausland lebende Personen für eine Gesetzesänderung engagierten, vor der sie selbst gar nicht betroffen wären. Wie auch bei Spenden an Parteien, sieht das Land Berlin jedoch keine besonderen Bestimmungen für Zuwendungen aus dem Ausland vor.

## Ergebnis

Zustimmung zum Volksentscheid nach Bezirken

Nach dem amtlichen Endergebnis stimmten 442.028 Menschen für den Vorschlag des Volksentscheids, 423.594 Menschen dagegen. Das notwendige Quorum von 607.519 gültigen Stimmen (25 % der Wahlberechtigten) wurde nicht erreicht. In 6 von 12 Bezirken erreichte der Volksentscheid eine Mehrheit der abgegebenen Stimmen, angenommen worden wäre er nur in Friedrichshain-Kreuzberg.
| Nr.                                                                        | Bezirk                     | Beteiligung (Stimmber.) | Ja (Teilnehmer) | Ja (Stimmber.) | Nein (Teilnehmer) | Ungültig (Teilnehmer) |
| -------------------------------------------------------------------------- | -------------------------- | ----------------------- | --------------- | -------------- | ----------------- | --------------------- |
| 1                                                                          | Mitte                      | 34,3 %                  | 67,2 %          | 23,0 %         | 32,5 %            | 0,3 %                 |
| 2                                                                          | Friedrichshain-Kreuzberg   | 40,5 %                  | 76,7 %          | 31,1 %         | 22,9 %            | 0,3 %                 |
| 3                                                                          | Pankow                     | 40,5 %                  | 57,7 %          | 23,3 %         | 42,0 %            | 0,3 %                 |
| 4                                                                          | Charlottenburg-Wilmersdorf | 37,4 %                  | 54,0 %          | 20,2 %         | 45,6 %            | 0,4 %                 |
| 5                                                                          | Spandau                    | 28,7 %                  | 35,8 %          | 10,3 %         | 63,9 %            | 0,3 %                 |
| 6                                                                          | Steglitz-Zehlendorf        | 40,9 %                  | 46,0 %          | 18,8 %         | 53,6 %            | 0,4 %                 |
| 7                                                                          | Tempelhof-Schöneberg       | 38,4 %                  | 52,0 %          | 20,0 %         | 47,6 %            | 0,4 %                 |
| 8                                                                          | Neukölln                   | 33,8 %                  | 53,5 %          | 18,0 %         | 46,2 %            | 0,4 %                 |
| 9                                                                          | Treptow-Köpenick           | 36,2 %                  | 43,4 %          | 15,7 %         | 56,3 %            | 0,3 %                 |
| 10                                                                         | Marzahn-Hellersdorf        | 29,1 %                  | 28,3 %          | 8,3 %          | 71,5 %            | 0,2 %                 |
| 11                                                                         | Lichtenberg                | 32,1 %                  | 46,1 %          | 14,8 %         | 53,6 %            | 0,3 %                 |
| 12                                                                         | Reinickendorf              | 33,1 %                  | 35,1 %          | 11,6 %         | 64,5 %            | 0,4 %                 |
| 13                                                                         | Berlin (insgesamt)         | 35,7 %                  | 50,9 %          | 18,2 %         | 48,8 %            | 0,3 %                 |
| Farben der Bezirksnummern: ehem. West-, ehem. Ost-, West/Ost-Fusionsbezirk |                            |                         |                 |                |                   |                       |

| Nr.                                                                        | Bezirk                     | Stimmberechtigte (absolut) | Ja-Stimmen | Nein-Stimmen | Ungültig | Teilnehmer (absolut) |
| -------------------------------------------------------------------------- | -------------------------- | -------------------------- | ---------- | ------------ | -------- | -------------------- |
| 1                                                                          | Mitte                      | 203.749                    | 46.901     | 22.693       | 231      | 69.825               |
| 2                                                                          | Friedrichshain-Kreuzberg   | 167.107                    | 51.978     | 15.526       | 228      | 67.732               |
| 3                                                                          | Pankow                     | 280.437                    | 65.448     | 47.703       | 309      | 113.460              |
| 4                                                                          | Charlottenburg-Wilmersdorf | 214.001                    | 43.162     | 36.496       | 316      | 79.974               |
| 5                                                                          | Spandau                    | 156.901                    | 16.090     | 28.762       | 143      | 44.995               |
| 6                                                                          | Steglitz-Zehlendorf        | 214.038                    | 40.228     | 46.856       | 363      | 87.447               |
| 7                                                                          | Tempelhof-Schöneberg       | 228.135                    | 45.500     | 41.612       | 386      | 87.498               |
| 8                                                                          | Neukölln                   | 192.951                    | 34.825     | 30.061       | 247      | 65.133               |
| 9                                                                          | Treptow-Köpenick           | 205.651                    | 32.311     | 41.920       | 231      | 74.462               |
| 10                                                                         | Marzahn-Hellersdorf        | 196.856                    | 16.260     | 41.004       | 115      | 57.379               |
| 11                                                                         | Lichtenberg                | 197.156                    | 29.169     | 33.963       | 177      | 63.309               |
| 12                                                                         | Reinickendorf              | 173.091                    | 20.156     | 36.998       | 202      | 57.356               |
| 13                                                                         | Berlin (insgesamt)         | 2.430.073                  | 442.028    | 423.594      | 2.948    | 868.570              |
| Farben der Bezirksnummern: ehem. West-, ehem. Ost-, West/Ost-Fusionsbezirk |                            |                            |            |              |          |                      |